# Liste der Bodendenkmäler in Erharting
Auf dieser Seite sind die Bodendenkmäler in der oberbayerischen Gemeinde Erharting zusammengestellt. Diese Tabelle ist eine Teilliste der Liste der Bodendenkmäler in Bayern. Grundlage ist die Bayerische Denkmalliste, die auf Basis des Bayerischen Denkmalschutzgesetzes vom 1. Oktober 1973 erstmals erstellt wurde und seither durch das Bayerische Landesamt für Denkmalpflege geführt wird. Die folgenden Angaben ersetzen nicht die rechtsverbindliche Auskunft der Denkmalschutzbehörde.

## Bodendenkmäler in Erharting
| Lage       | Objekt                                                                                       | Akten-Nr.     | Bild |
| ---------- | -------------------------------------------------------------------------------------------- | ------------- | ---- |
| (Standort) | Burgstall des Mittelalters und der frühen Neuzeit („Dornberg“) sowie Höhensiedlung           | D-1-7741-0036 |      |
| (Standort) | Ringwall des frühen Mittelalters.                                                            | D-1-7741-0037 |      |
| (Standort) | Grabhügel vorgeschichtlicher Zeitstellung.                                                   | D-1-7741-0040 |      |
| (Standort) | Verebnete Viereckschanze der späten Latènezeit sowie Bestattungsplatz mit Kreisgraben        | D-1-7741-0043 |      |
| (Standort) | Schlachtfeld oder militärischer Lagerplatz des späten Mittelalters („Schlacht von Mühldorf“) | D-1-7741-0053 |      |
| (Standort) | Siedlung vor- und frühgeschichtlicher Zeitstellung, u. a. des Neolithikums, der Latènezeit   | D-1-7741-0114 |      |
| (Standort) | Siedlung vorgeschichtlicher Zeitstellung, u. a. der Bronzezeit und der Latènezeit.           | D-1-7741-0115 |      |
| (Standort) | Siedlung des Neolithikums sowie Erdstall des hohen Mittelalters.                             | D-1-7741-0141 |      |
| (Standort) | Siedlung vorgeschichtlicher Zeitstellung, u. a. der Hallstattzeit und der Latènezeit.        | D-1-7741-0151 |      |
| (Standort) | Untertägige mittelalterliche und frühneuzeitliche Befunde im Bereich der Kath. Pfarrkirche   | D-1-7741-0210 |      |
| (Standort) | Untertägige spätmittelalterliche und frühneuzeitliche Befunde im Bereich der Kath. Kirche    | D-1-7741-0264 |      |